# Mtinko
Mtinko ist ein Verwaltungsbezirk (englisch Ward) des Distrikts Singida (DC) in der tansanischen Region Singida.

## Geografie
Mtinko ist ein Bezirk im nördlichen Zentralteil von Tansania etwa 30 Kilometer Luftlinie nordöstlich der Regionshauptstadt Singida. Bei der Volkszählung 2022 lebten 24.535 Menschen in 4843 Haushalten auf einer Fläche von 126 Quadratkilometern.

### Klima
Das Klima in Mtinko ist tropisch, Aw nach der effektiven Klimaklassifikation. Die jährlichen Niederschläge von durchschnittlich 707 Millimeter fallen großteils in den Monaten November bis April, von Juni bis September regnet es kaum. Die Durchschnittstemperatur schwankt zwischen 18,6 Grad Celsius im Juli und 22,0 Grad im November.

### Nachbarbezirke
Der Bezirk grenzt im Nordwesten und im Norden an den Distrikt Mkalama:
| Kikhonda | Kinampundu                                  | Mudida |
|          | Kompassrose, die auf Nachbargemeinden zeigt | Makuro |
| Ughandi  | Kijota                                      |        |

## Gliederung
Der Bezirk besteht aus sieben Gemeinden (swahili Mtaa) mit 41 Orten (Kitongoji):
| Mtinko - Madukani Kati - Mlimani - Mdimonyama - Minyinga - Msisi - Miundu - Kisutu | Mwakichenche - Kisutu - Mwakichenche Bwawani - Majengo Mapya - Kananda | Minyenye - Bwali - Amani - Mwongozo - Muungano - Jamida - Kujitegemea - Mzalendo | Ndughwira - Muungano - Mapinduzi - Mzalendo - Ikumela | Mpambaa - Chief Gwau - Nyerere - Muungano - Kafanabo - Makikiwe - Utemini | Mughanga - UWT - Muhuvi - Dodoma - Kati - Nyuki - Misuna | Malolo - Mapinduzi - Mwisho wa Lami - Majengo Mapya - Bussa - Mzalendo - Mninga - Mafunde |

## Wirtschaft und Infrastruktur
- Aufforstung: In den Jahren 2011 bis 2014 wurden jeweils rund 100.000 Bäume gepflanzt.[9]
- Tierhaltung: Der Nutztierbestand im Bezirk liegt bei 6500 Rindern, 4500 Ziegen, 3500 Schafen und 19.000 Hühnern (Stand 2016).[9]
- Bildung: In Mtinko liegen zwei weiterführende Schulen. Die Mtinko Secondary School und die Singitu Secondary School sind staatliche Schulen mit einer Ausbildung bis zur 4. Stufe, erstere ist eine Internats- und Tagesschule, zweitere eine reine Tagesschule.[10][11]
- Gesundheit: Im Bezirk gibt es das von der katholischen Kirche geführte Distriktkrankenhaus St. Carolus[12] und vier staatliche Apotheken.[13][14][15][16]